# Les Conquérants (André Malraux)
Pour les articles homonymes, voir Les Conquérants.
Les Conquérants est un roman de l'auteur français André Malraux publié en 1928 chez Grasset, après une première publication en feuilleton dans La Nouvelle Revue française.
Il s'agit du premier des trois romans qu'il consacra (sans autre lien entre eux) à l'étude de la condition humaine, à travers des épisodes de la lutte révolutionnaire dans la Chine de son temps.

## À propos
« Ce livre n’appartient que bien superficiellement à l’histoire. S’il a surnagé, ce n’est pas pour avoir peint tels épisodes de la Révolution chinoise, c’est pour avoir montré un type de héros en qui s’unissent l’aptitude à l’action, la culture et la lucidité. Ces valeurs étaient indirectement liées à celles de l’Europe d’alors. » André Malraux, in "Appel aux intellectuels", 1948. Repris en postface aux Conquérants in Œuvres Complètes, T.I, Gallimard, Bibliothèque de la Pléiade, 1989, p. 271.

## Résumé
Première partie (Les Approches) : Un narrateur venu d'Europe se rend par bateau en Chine. Il est particulièrement intéressé par les nouvelles qui viennent de Canton et de Hong-Kong où ont lieu des manifestations hostiles à la présence européenne. Il fait escale à Saïgon. Puis, à Hong-Kong, le narrateur rencontre l'organisateur de la grève : l'Allemand Klein, qui l'informe sur les évènements de Canton. Reprenant sa route en compagnie de Klein, le narrateur consulte dans sa cabine des fiches concernant le passé de Garine, un ami, chargé en ce moment de la propagande révolutionnaire à Canton.
Deuxième partie (Puissances) : Le narrateur suit Garine et assiste à des émeutes menées contre les Anglais, en divers points de la ville. Garine lui présente plusieurs hommes, dont certains sont des archétypes de révolutionnaires. Hong est un révolté plein de haine pour les bourgeois, tandis que Tcheng-Daï est un vieil homme qui, ayant connu la douleur et la mort, souhaite s'en remettre à une forme de morale jugée dangereuse par Garine.

## Citations
- « Si j’ai fait tout ce que j’ai pu faire pour être acquitté par ces abrutis, ou du moins pour rester libre, c’est que j’ai de mon destin, une idée qui ne peut accepter la prison » Garine
- « Ma vie ne m’intéresse pas » Garine
- « Mais cette solitude dans la vie et dans la mort l’obsède »
- «  Sentiments, cœur, dignité ; tout s’est écroulé »
- «  Borodine c’est un grand homme d’affaires. Extrêmement travailleur, brave, audacieux à l’occasion, très simple, possédé par son action. »
- « Il n'y a pas de place dans le communisme pour celui qui veut d'abord ... être lui-même, enfin, exister séparé des autres... »  (page 220, édition Livre de poche)
- «  L'individualisme est une maladie bourgeoise. »  (page 220, édition Livre de poche)
- « J'ai appris que la vie ne vaut rien, mais que rien ne vaut une vie.»  (Cette citation a servi d'inspiration à Alain Souchon pour sa chanson La vie ne vaut rien. )